# جرمان وينغز الرحلة 9525
جرمان وينغز الرحلة 9525 كانت رحلة دولية تحطمت يوم 24 مارس 2015 وأقلت 150 راكب لم ينج منهم أحد. أقلعت الطائرة من برشلونة وتوجهت إلى دوسلدورف ولكنها اصطدمت قرب بلدية برادز-هوت-بلون في سلسلة جبال الألب حوالي 100 كم شمال مدينة نيس.
في يوم 24 مارس عام 2015، الطائرة، وهي إيرباص إيه 320 200، تحطمت 100 كيلومتر (62 ميل) شمال غرب نيس، في جبال الألب الفرنسية، وبعد هبوط متسارع الذي بدأ بعد دقيقة واحدة من آخر اتصال روتيني مع مراقبة الحركة الجوية وبعد فترة وجيزة من وصول الطائرة إلى الارتفاع المقرر. فقد قُتل كل 144 راكبا وستة من أفراد الطاقم.
النيابة العامة الفرنسية والألمانية، والمتحدث باسم جرمان وينغز، كلهم اعتقدوا أن الحادث نجم عن قصد من قبل مساعد الطيار، البالغ من العمر 27 عاما أندرياس لوبيتز. حيث يعتقد أن لوبيتز، الذي قيل أنه قد أزاح القبطان من قمرة القيادة، وقيل أنه قد حصل على مذكرة مرضية صبيحة يوم الحادث لكن تم التغاضي عنها .
وردّاً على الحادث وملابسات تورط لوبيتز، فإن سلطات الطيران في كندا، نيوزيلندا وألمانيا قد نفذوا اللوائح الجديدة التي تتطلب تواجد اثنين من الأفراد المصرح لهم في قمرة القيادة في جميع الأوقات. بعد ثلاثة أيام من الحادث وكالة سلامة الطيران الأوروبية (EASA) أصدر توصية مؤقتة لشركات الطيران لضمان أن اثنين على الأقل من أفراد الطاقم، بما في ذلك الطيار واحد على الأقل، يتواجدوا في قمرة القيادة في جميع الأوقات من الرحلة. أعلنت عدة شركات طيران كانت قد اعتمدت بالفعل سياسات مماثلة طوعا.

## الطائرة
الطائرة المتحطمة خدمت لمدة 24 سنة من نوع إيرباص Airbus A320-211 ذات رقم تسلسلي 147 , طارت لأول مرة في 29 نوفمبر 1990 و بدأت خدمتها لدى لوفتهانزا في 5 نوفمبر 1991. خدمت لدى جيرمانوينغز للمرة الأولى في 2003. وعادت إلى لوفتهانزا في 2004 , في 31 يناير تمت إعادة نقلها إلى جيرمانوينغز ، الطائرة أتمت 58,300 ساعة طيران في 46,700 رحلة .

## الضحايا
| الجنسية          | الركاب | الطاقم | المجموع |
| ---------------- | ------ | ------ | ------- |
| ألمانيا          | 67     | 6      | 72      |
| إسبانيا          | 51     |        | 51      |
| الأرجنتين        | 3      |        | 3       |
| كازاخستان        | 3      |        | 3       |
| المملكة المتحدة  | 3      |        | 3       |
| الولايات المتحدة | 3      |        | 3       |
| المغرب           | 2      |        | 2       |
| الأرجنتين        | 2      |        | 2       |
| أستراليا         | 2      |        | 2       |
| كولومبيا         | 2      |        | 2       |
| بلجيكا           | 1      |        | 1       |
| إيران            | 2      |        | 2       |
| تشيلي            | 1      |        | 1       |
| هولندا           | 1      |        | 1       |
| الدنمارك         | 1      |        | 1       |
| إسرائيل          | 1      |        | 1       |
| بولندا           | 1      |        | 1       |
| تركيا            | 1      |        | 1       |
| المكسيك          | 1      |        | 1       |
| المجموع          | 144    | 6      | 150     |

## مقالات ذات صلة
- قائمة حوادث الطائرات المدنية
- مطار دوسلدورف الدولي
- مطار برشلونة الدولي
- جيرمانوينغز

## وصلات خارجية
- جيرمانوينغز
  - (بالألمانية)

```
Informationen zum Germanwings Flug 4U9525
```

- - (بالإنجليزية) Current information: Flight 4U9525
  - (بالفرنسية) Informations concernant le vol 4U9525 de Germanwings
- مكتب التحقيق والتحليل لسلامة الطيران المدني
  - (بالفرنسية) "Accident d'un Airbus A 320-211 immatriculé D-AIPX, vol GWI18G, survenu le 24 mars 2015"
  - (بالإنجليزية) "Accident to the Airbus A320-211 registered D-AIPX, flight GWI18G, on 24 March 2015"